# سعودي أوجيه
سعودي أوجيه كانت شركة سعودية متعددة النشاطات أسست سنة 1978. بدأت كشركة مقاولات وأشغال عامة قبل أن تطور نشاطها ليشمل الاتصالات، والطباعة، والعقار، وخدمات الكمبيوتر. مملوكة لعائلة رئيس وزراء لبنان الراحل رفيق الحريري وعبد العزيز بن فهد آل سعود. بلغت إيراداتها سنة 2010 ثمانية مليارات دولار.
في أواخر سبعينيات القرن العشرين قام رفيق الحريري بشراء «شركة أوجيه» الفرنسية[1] ودمجها في شركته ليصبح اسمها سعودي أوجيه، وأصبحت الشركة من أكبر شركات المقاولات في العالم العربي، واتسع نطاق أعماله ليشمل شبكة من البنوك والشركات في لبنان والسعودية[1]، إضافة إلى شركات للتأمين والنشر والصناعات الخفيفة.

## الإغلاق
أعلنت شركة سعودي أوجيه في تعميم على موظفيها أن يوم الاثنين 31 يوليو 2017م سيكون آخر يوم عمل في الشركة حيث أن الشركة ستغلق أبوابها وذلك بعد الإفلاس الذي عانت منه والذي يرجّح خبراء اقتصاديون سببه إلى الإدارة السيئة وغياب الحوكمة والشفافية.

## خطوط الأعمال
توفر شركة اتصالات أوجيه الفرعية إتصالات الهاتف الثابت والمتنقل وخدمات الإنترنت في تركيا والمملكة العربية السعودية ولبنان والأردن وجنوب إفريقيا. في عام 2008، استحوذت شركة الاتصالات السعودية (STC) على شركة أوجيه للاتصالات مقابل 2.56 مليار دولار بحصة 35٪ في الشركة.

## نقد
بسبب سوء الإدارة المزعوم والفساد وانخفاض أسعار النفط، عانت شركة سعودي أوجيه من تأثير مالي كبير، وفشلت في توفير رواتب شهرية لموظفيها اعتبارًا من نوفمبر 2015.
ناشدت الحكومة الفرنسية حكومة المملكة العربية السعودية لمساعدة 200 موظف فرنسي متضايق في شركة سعودي أوجيه.
ناشد حوالي 9000 عامل فلبيني كل من المسؤولين المحليين وسفارة بلادهم لمساعدتهم على حل مشكلة العمل المتصاعدة الخاصة بهم فيما يتعلق براتب ثمانية إلى تسعة أشهر مستحقة، وبعضهم لم يتلق رواتبهم منذ نوفمبر 2015.
قامت الشركة مؤخرًا بإغلاق المقصف للعمال الأجانب. يستمر بعض العمال في الاعتماد على التبرعات الغذائية من بعض المجموعات المجتمعية وموظفي السفارات.
لا يمكن للعمال مغادرة مساكنهم بسبب انتهاء صلاحية تصاريح إقامتهم المعروفة بـ «الإقامة». يمكن لأصحاب العمل فقط تجديد التصاريح منتهية الصلاحية. وسيترتب على ذلك تكاليف باهظة بالنظر إلى عقوبات الهجرة المفروضة على كل عامل. إذا تم القبض عليهم، فسيتم الحكم عليهم بالسجن. كما يؤدي انتهاء صلاحية «الإقامة» إلى تعقيد أمور أخرى، مثل إغلاق الحساب المصرفي وعدم القدرة على الاتصال بالمنزل لأن منافذ البيع بالتجزئة تبحث عن هذه التصاريح قبل بيع بطاقات SIM أو أرصدة الهاتف المحمول. كما أن افتقارهم إلى القدرة على الحركة بسبب عدم وجود تصريح ساري المفعول يمنع هؤلاء العاملات من الذهاب إلى أقرب سفارة أو قنصلية لطلب المساعدة.
ارتفعت الجريمة داخل مساكن العمال ومباني الشركة. وانقلبت سيارات الشركة وأحرقت الوحدات السكنية واستمرت الاعتصامات.
السبب في عدم قدرة العمال على مغادرة البلاد هو أنهم بحاجة إلى تصريح خروج ساري المفعول حتى يتمكنوا من المغادرة، وهو ما يمكن للإدارة فقط توفيره. لقد استقال معظم العمال بالفعل من وظائفهم وقدموا طلبات تصاريح خروجهم. ومع ذلك، لم تستطع الشركة توفير تذاكر طيران، ومكافآت نهاية الخدمة، والأهم من ذلك الرواتب التي أدت إلى وضعهم المزري كعمال عالقين.

## وصلات خارجية
- الموقع الرسمي للشركة نسخة محفوظة 2 فبراير 2011 على موقع واي باك مشين.